# Rakefet-Höhle
Die Rakefet-Höhle (hebräisch מְעָרַת רַקֶפֶת Məʿarat Raqefet, deutsch ‚Alpenveilchenhöhle‘) ist eine archäologische Fundstätte im Karmel-Gebirge; sie befindet sich im Norden Israels und wurde 1956 entdeckt. In einer der Kammern dieser Höhle wurden konkrete Hinweise auf die Herstellung von Bier und Malz aus wilden Weizen- und Gerstenarten sowie Spuren von Hafer, Hülsenfrüchten und Lein gefunden.

## Grabstätten
In Einzel- und Doppelgräbern wurden insgesamt 29 Skelette gefunden. Vier der Gräber werden auf ein Alter von 13.700 bis 11.700 Jahre datiert. Beigegeben wurden neben Frühlingsblumen auch andere Pflanzen wie Salbei, Minzen und Braunwurzgewächse. Es handelt sich dabei um die ältesten bekannten Begräbnisstätten mit floralem Grabschmuck.

## Bilder

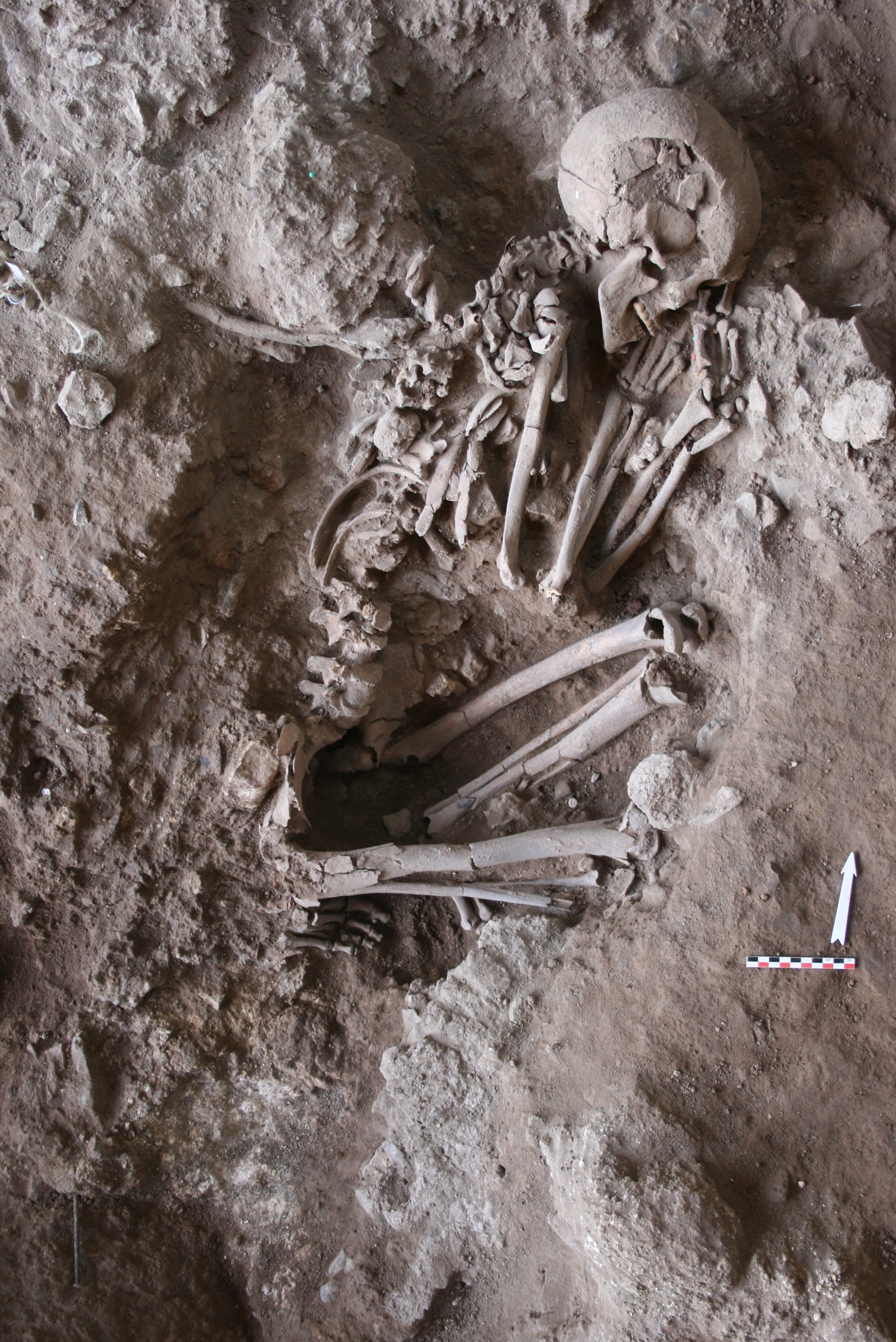
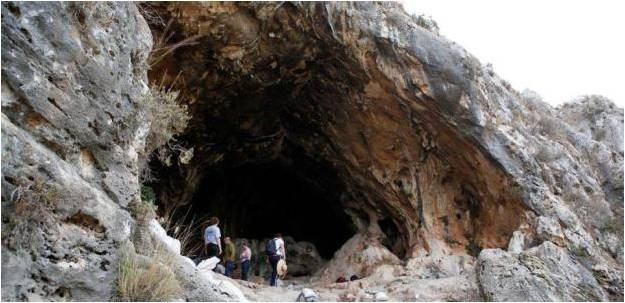
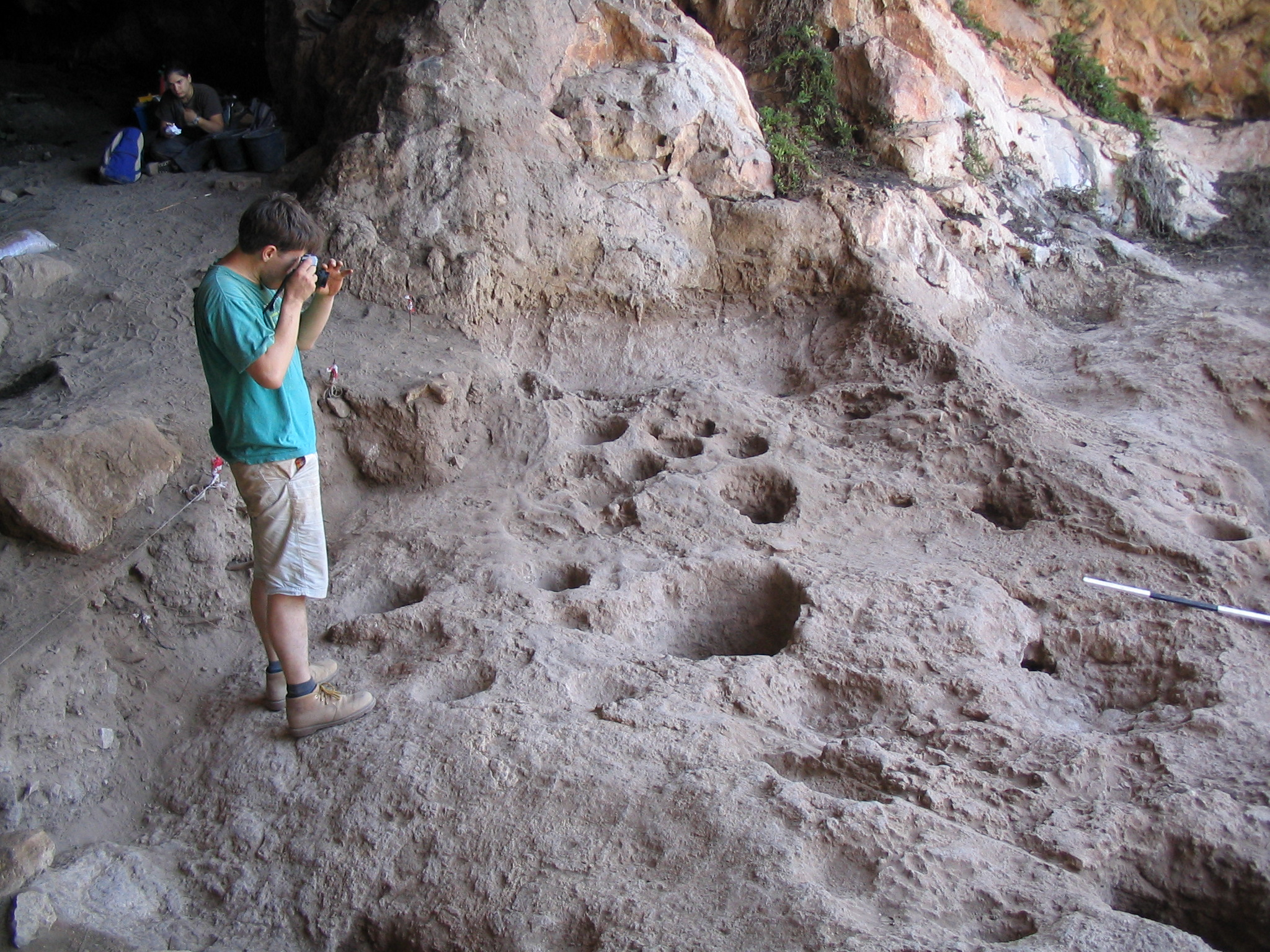
Grundgestein-Mörser zum Zerkleinern des Malzes
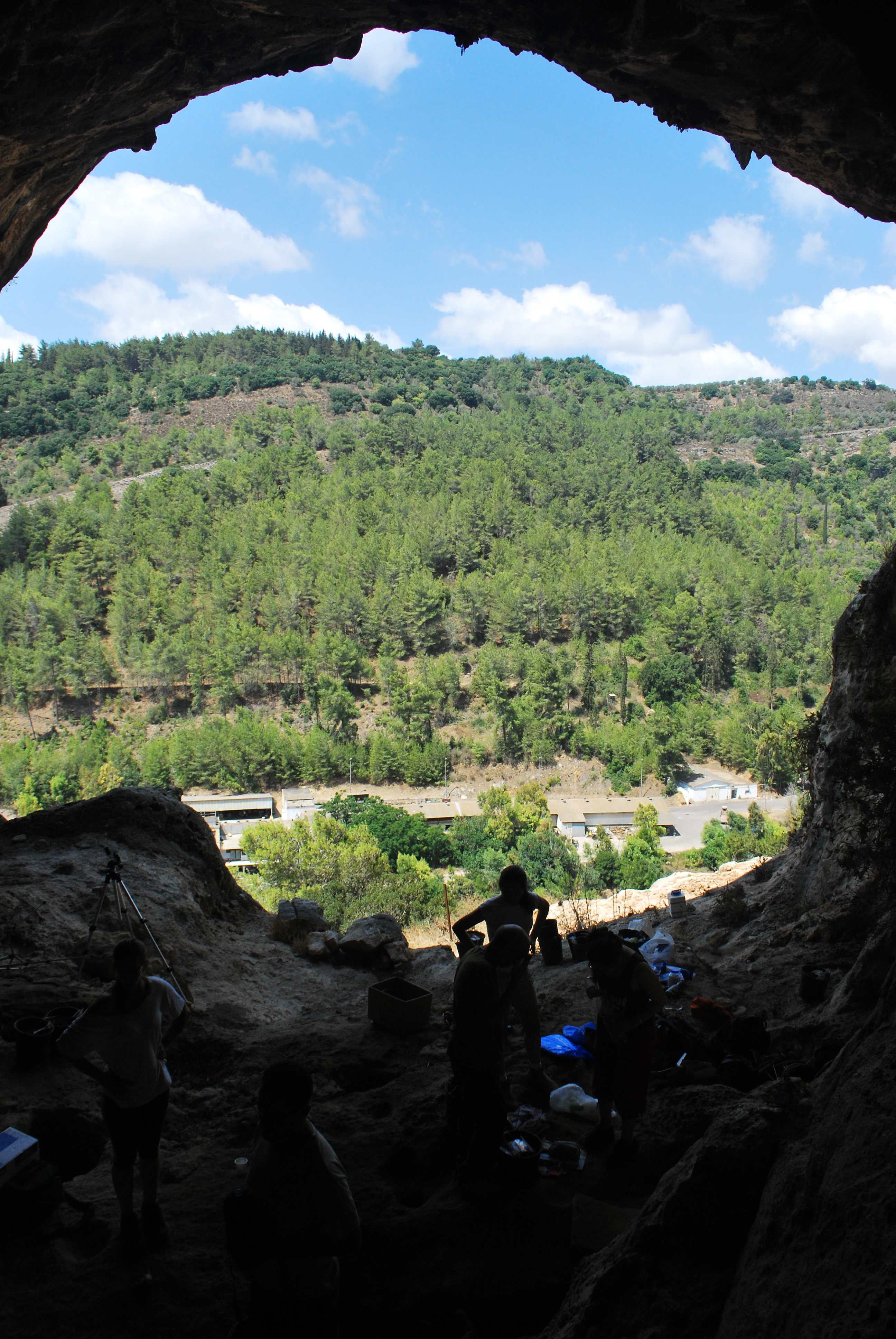
Ausblick auf das Rakefet-Tal